# Éric Brouta
Eric Brouta est un auteur, un compositeur, un interprète et un musicien de musique zouk, né le 10 novembre 1961 à Pointe-à-Pitre et mort le 8 mai 2014 dans le 5ème arrondissement de Paris,.

## Biographie
Eric Brouta a commencé sa carrière musicale en 1977 comme batteur au sein d'un petit groupe de reggae nommé Smoke.
Puis, il a intégré, toujours en tant que batteur, d'autres groupes comme celui de Francky Vincent, Tabou n°2, Les Vikings de la Guadeloupe, Week-End ou Expérience 7 avec lequel il interprète sa première chanson  : Mwen ké déviré.
En 1985, il collabore pour son premier album avec Frédéric Caracas, et le titre Chèché-mwen lui permet de connaître le succès et d'affirmer son style particulier, grâce à ses lunettes fumées.
Il intègre ensuite l'écurie Debs et multiplie les collaborations avec les artistes du label (notamment Luc Léandry, Francky Vincent, ...).
Il commence sa carrière solo en 1988 et sors son premier album solo, Mwen Ké Déviré, d'où est extrait son plus grand tube : Téléphone. Il enchaîne ensuite plusieurs albums au cours des années 1990.
En 2011, Ali Angel l'invite sur son album Hit me again et reprend en duo avec lui son vieux tube de 1985, Chèché-mwen.
Le 17 et 18 juin 2011, il fait partie des artistes invités par Jacob Desvarieux sur la mythique scène du Zénith de Paris à l'occasion du concert anniversaire du Grand Méchant Zouk. Durant ces deux soirs, Brouta enflamme les milliers de personnes présentes à l'occasion en interprétant Nadia (mété-w an kontakt) et Téléphone.
Il meurt des suites d'un cancer des poumons, le 8 mai 2014,.

## Discographie

### Participations
- 15 ans déjà... (putain !), album de Francky Vincent
- Sé pou vou sur l'album Punch créole (1989) de Luc Léandry
- Meddley sur l'album On dot kout chenn (1994) réalisé par Luc Léandry et Luigi Bocage
- Koman zot yé (no woman no cry) sur l'album On dot kout chenn (1994) réalisé par Luc Léandry et Luigi Bocage
- Mi débat sur l'album On dot kout chenn (1994) réalisé par Luc Léandry et Luigi Bocage
- Lékol sur l'album Jump up (sa ka pit zouk) (1996) de Luc Léandry
- Game boy sur l'album Jump up (sa ka pit zouk) (1996) de Luc Léandry
- Ou dézolé sur l'album Les étoiles du zouk vol. 4 (2007) réalisé par Luc Léandry
- Apiyé sur l'album Laisse la musique jouer (2009) de Spart M.C
- Chèché-mwen sur l'album Hit me again (2011) d'Ali Angel
- Rivalité, album avec Allians réalisé par JC Francois Dicktam

## Postérité
Le 8 mars 2015, Le kiosque Éric-Brouta est inauguré à la place Frédéric-Jalton aux Abymes.